# La chance
La chance è un film italiano del 1994 diretto da Aldo Lado.

## Produzione

### Riprese
Il film è stato girato in Italia tra il Lazio (Cerveteri e Formello) e la Sicilia (Fiumefreddo di Sicilia e Riposto), in Inghilterra (Londra) e negli Stati Uniti (Boston).